# District de Gyula
Le district de Gyula (en hongrois : Gyulai járás) est un des 9 districts du comitat de Békés en Hongrie. Créé en 2013, il compte 41 579 habitants et rassemble 4 localités : 2 communes et 2 villes dont Gyula, son chef-lieu.
Cette entité existait déjà auparavant, jusqu'à la réforme territoriale de 1983 qui a supprimé les districts.

## Localités
- Elek
- Gyula
- Kétegyháza
- Lőkösháza